# Ion Țiriac
Ion Țiriac [iˈon t͡siriˈak] (* 9. Mai 1939 in Brașov) ist ein rumänischer Unternehmer sowie ehemaliger Eishockey- und Tennisspieler.

## Sportlaufbahn

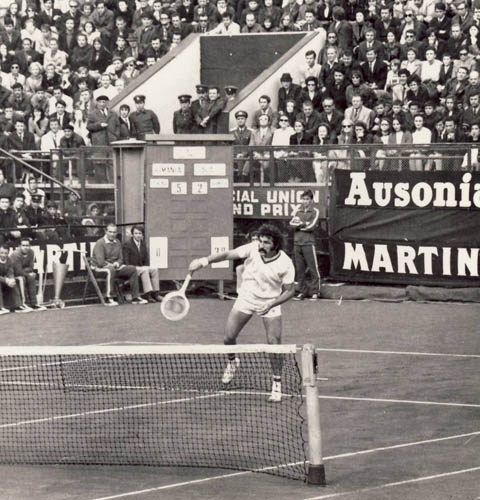
Im Davis-Cup-Finale 1972

Țiriac spielte zunächst Eishockey und Fußball. Später auch Tennis und Tischtennis.
Bei den Olympischen Spielen 1964 trat er mit der rumänischen Eishockeymannschaft an, mit der er den zwölften Platz erreichte. Daneben spielte er auch Tennis, welches später zu seiner Hauptsportart wurde. Țiriac war vor allem im Doppel erfolgreich. Er sagte über sich selbst, im Tennis keine Naturbegabung gewesen zu sein, sondern sich alles habe erarbeiten müssen. Zeitweise wurde er von Günther Bosch als Trainer betreut, der ein Arbeitskollege Țiriacs war. Die beiden spielten ebenfalls gemeinsam in Rumäniens Davis-Cup-Mannschaft.
Bei der Sommeruniversiade 1961 gewann er in Sofia im Einzel und im gemischten Doppel jeweils Bronze. 1965 wurde Țiriac in Budapest Universiadesieger im Einzel und im gemischten Doppel, im Doppel holte er Bronze.
Mit Ilie Năstase gewann er 1970 die French Open nach einem Drei-Satz-Sieg gegen Arthur Ashe und Charlie Pasarell. 1969, 1971 und 1972 erreichte er mit Rumänien das Davis-Cup-Finale. Zwischen 1970 und 1979 gewann Țiriac 22 Turniere im Doppel, anfangs mit Năstase, später aber auch mit anderen Partnern wie Guillermo Vilas und Manuel Orantes. Seinen einzigen bedeutenden Titel im Einzel gewann er 1970 in München nach einem Sieg im Finale gegen Niki Pilić. In der DDR war er 1961 und 1963 beim Internationalen Tennisturnier von Zinnowitz erfolgreich.

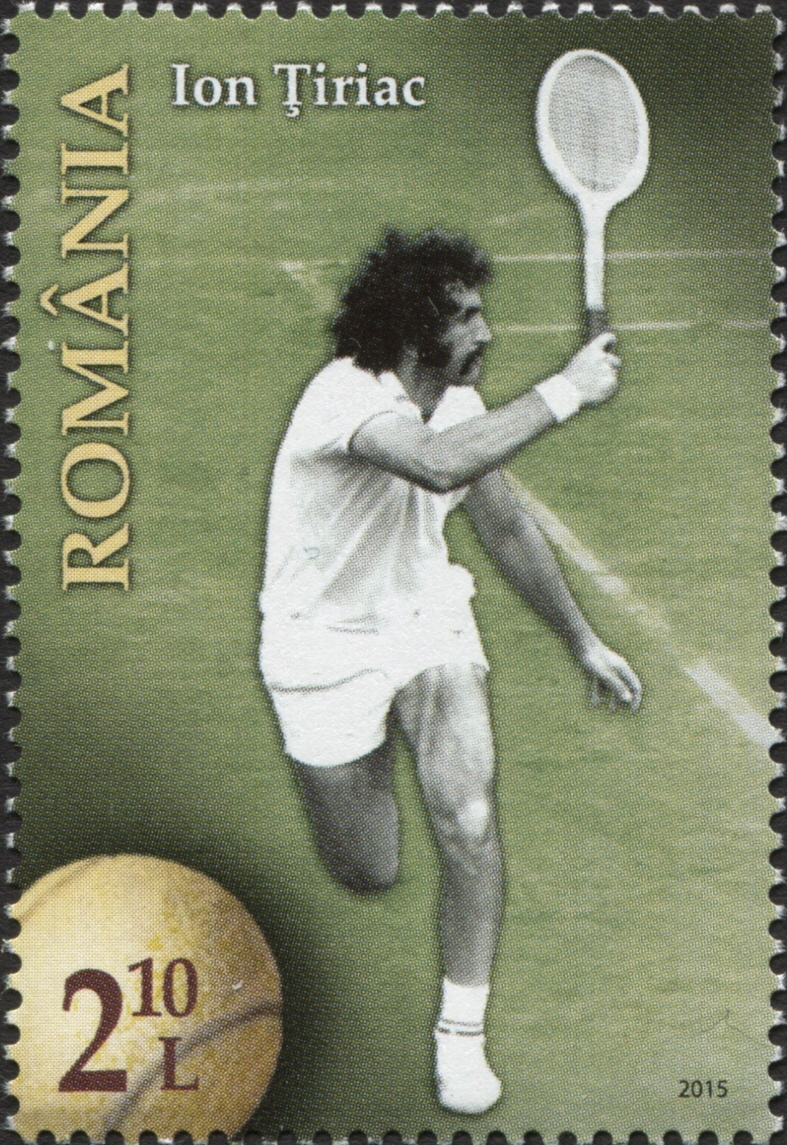
Rumänische Briefmarken 2015
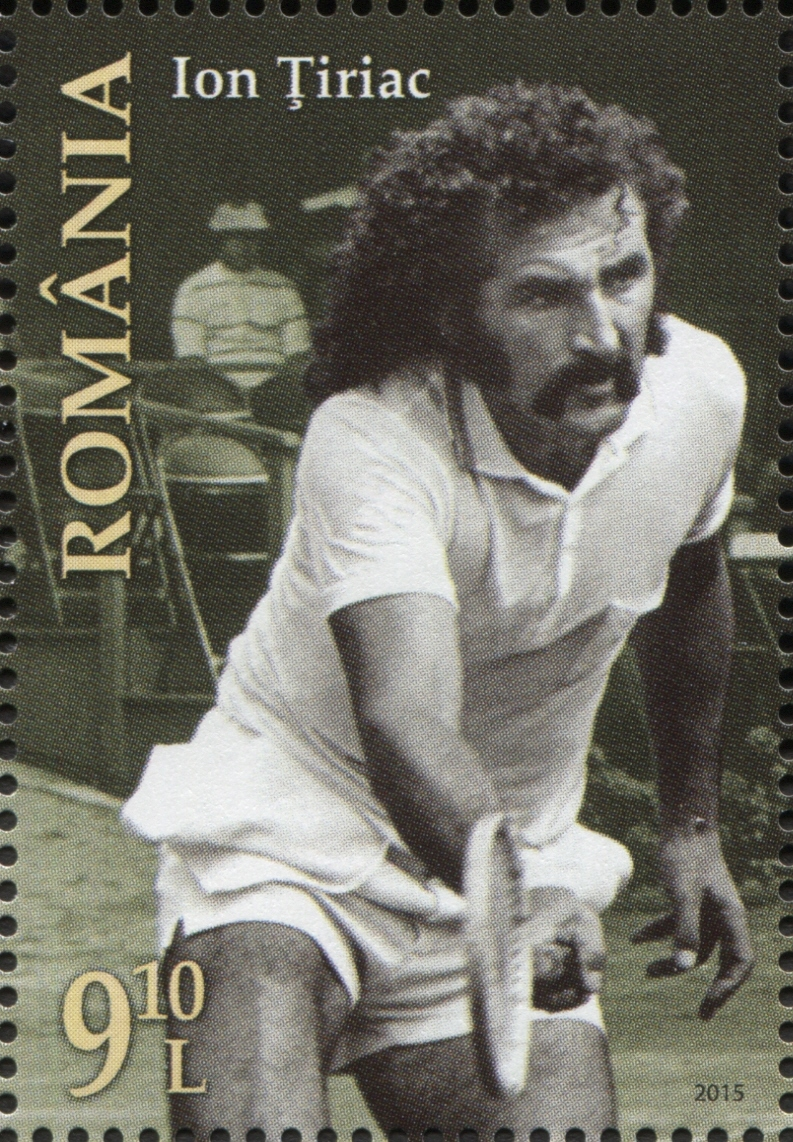

### Erfolge
| Legende                       |
| Grand Slam                    |
| Tennis Masters Cup            |
| ATP Masters Series            |
| ATP International Series Gold |
| ATP International Series      |

| ATP-Titel nach Belag |
| Hartplatz            |
| Sand                 |
| Rasen                |
| Teppich              |

#### Einzel

##### Turniersiege
| Nr. | Datum          | Turnier | Belag | Finalgegner    | Ergebnis           |
| --- | -------------- | ------- | ----- | -------------- | ------------------ |
| 1.  | 3. April 1968  | Parioli | Sand  | Ilie Năstase   | 9:7, 6:3, 6:4      |
| 2.  | 21. April 1968 | Palermo | Sand  | Marty Riessen  | 8:6, 6:0, 1:6, 6:4 |
| 3.  | 16. Juni 1968  | Lugano  | Sand  | Tom Okker      | 6:8, 7:5, 6:0      |
| 4.  | 9. August 1970 | Berlin  | Sand  | Nikola Pilić   | 2:6, 9:7, 6:3, 6:4 |
| 5.  | 9. Mai 1971    | Madrid  | Sand  | František Pála | 6:0, 6:0, 6:1      |

##### Finalteilnahmen
| Nr. | Datum           | Turnier    | Belag | Finalgegner     | Ergebnis           |
| --- | --------------- | ---------- | ----- | --------------- | ------------------ |
| 1.  | 14. April 1968  | Catania    | Sand  | Martin Mulligan | 6:8, 4:6, 3:6      |
| 2.  | 14. Juli 1968   | Båstad (1) | Sand  | Martin Mulligan | 6:8, 4:6, 4:6      |
| 3.  | 14. Juli 1968   | München    | Sand  | Martin Mulligan | 3:6, 6:3, 5:7, 3:6 |
| 4.  | 13. Juli 1969   | Båstad (2) | Sand  | Manuel Santana  | 6:8, 4:6, 1:6      |
| 5.  | 30. Januar 1972 | Omaha      | Sand  | Ilie Năstase    | 6:2, 0:6, 1:6      |

#### Doppel

##### Turniersiege
| Nr. | Datum             | Turnier             | Belag         | Partner         | Finalgegner                      | Ergebnis                        |
| --- | ----------------- | ------------------- | ------------- | --------------- | -------------------------------- | ------------------------------- |
| 1.  | 8. Februar 1970   | Philadelphia        | Teppich (i)   | Ilie Năstase    | Arthur Ashe Dennis Ralston       | 6:4, 6:3                        |
| 2.  | 27. April 1970    | Rom                 | Sand          | Ilie Năstase    | Bill Bowrey Owen Davidson        | 0:6, 10:8, 6:3, 6:8, 6:1        |
| 3.  | 7. Juni 1970      | French Open         | Sand          | Ilie Năstase    | Arthur Ashe Charlie Pasarell     | 6:2, 6:4, 6:3                   |
| 4.  | 26. Juli 1970     | Cincinnati          | Sand          | Ilie Năstase    | Bob Hewitt Frew McMillan         | 6:3, 6:4                        |
| 5.  | 2. März 1971      | Hampton             | Teppich (i)   | Ilie Năstase    | Clark Graebner Thomaz Koch       | 6:4, 4:6, 7:5                   |
| 6.  | 11. April 1971    | Monte Carlo         | Sand          | Ilie Năstase    | Tom Okker Roger Taylor           | 1:6, 6:3, 6:3, 8:6              |
| 7.  | 2. Februar 1972   | Kansas City         | Hartplatz (i) | Ilie Năstase    | Andrés Gimeno Manuel Orantes     | 6:7, 6:4, 7:6                   |
| 8.  | 5. März 1972      | Hampton (2)         | Teppich (i)   | Ilie Năstase    | Andrés Gimeno Manuel Orantes     | 7:5, 7:5                        |
| 9.  | 2. Mai 1972       | Rom (2)             | Sand          | Ilie Năstase    | Lew Hoad Frew McMillan           | 3:6, 3:6, 6:4, 6:3, 5:3 Aufgabe |
| 10. | 20. August 1972   | Toronto             | Sand          | Ilie Năstase    | Jan Kodeš Jan Kukal              | 7:6, 6:3                        |
| 11. | 1. April 1973     | Valencia            | Sand          | Mike Estep      | Patrick Hombergen Bernard Mignot | 6:4, 1:6, 10:8                  |
| 12. | 5. August 1973    | Louisville          | Sand          | Manuel Orantes  | Clark Graebner John Newcombe     | 0:6, 6:4, 6:3                   |
| 13. | 23. Januar 1977   | Baltimore           | Teppich (i)   | Guillermo Vilas | Ross Case Jan Kodeš              | 6:3, 6:7, 6:4                   |
| 14. | 3. April 1977     | Nizza               | Sand          | Guillermo Vilas | Chris Kachel Chris Lewis         | 6:4, 6:1                        |
| 15. | 17. April 1977    | Buenos Aires (1)    | Sand          | Wojciech Fibak  | Lito Álvarez Guillermo Vilas     | 7:5, 0:6, 7:6                   |
| 16. | 2. Oktober 1977   | Aix-en-Provence (1) | Sand          | Ilie Năstase    | Patrice Dominguez Rolf Norberg   | 1:6, 7:5, 6:3, 6:3              |
| 17. | 3. April 1977     | Teheran             | Sand          | Guillermo Vilas | Bob Hewitt Frew McMillan         | 1:6, 6:1, 6:4                   |
| 18. | 26. November 1977 | Buenos Aires (2)    | Sand          | Guillermo Vilas | Ricardo Cano Antonio Muñoz       | 6:4, 6:0                        |
| 19. | 28. Mai 1978      | München             | Sand          | Guillermo Vilas | Jürgen Faßbender Tom Okker       | 3:6, 6:4, 7:6                   |
| 20. | 1. Oktober 1978   | Aix-en-Provence (2) | Sand          | Guillermo Vilas | Jan Kodeš Tomáš Šmíd             | 7:6, 6:1                        |
| 21. | 25. März 1979     | San José            | Hartplatz     | Guillermo Vilas | Anand Amritraj Colin Dibley      | 6:4, 2:6, 6:4                   |
| 22. | 5. August 1979    | North Conway        | Sand          | Guillermo Vilas | John Sadri Tim Wilkison          | 6:4, 7:6                        |

##### Finalteilnahmen
| Nr. | Datum              | Turnier          | Belag         | Partner          | Finalgegner                              | Ergebnis                |
| --- | ------------------ | ---------------- | ------------- | ---------------- | ---------------------------------------- | ----------------------- |
| 1.  | 19. Juli 1970      | Washington       | Sand          | Ilie Năstase     | Bob Hewitt Frew McMillan                 | 5:7, 0:6                |
| 2.  | 2. August 1970     | Indianapolis     | Sand          | Ilie Năstase     | Arthur Ashe Clark Graebner               | 6:2, 4:6, 4:6           |
| 3.  | 18. April 1971     | Palermo          | Sand          | Ilie Năstase     | Pierre Barthes Georges Goven             | 2:6, 3:6                |
| 4.  | 23. Mai 1971       | Brüssel          | Sand          | Ilie Năstase     | Tom Okker Marty Riessen                  | kampflos                |
| 5.  | 13. Februar 1972   | Los Angeles      | Hartplatz (i) | Ilie Năstase     | Jim McManus Jim Osborne                  | 2:6, 7:5, 4:6           |
| 6.  | 13. Mai 1972       | Bournemouth      | Sand          | Ilie Năstase     | Bob Hewitt Frew McMillan                 | 5:7, 2:6                |
| 7.  | 11. Juni 1972      | Hamburg (1)      | Sand          | Bob Hewitt       | Jan Kodeš Ilie Năstase                   | 6:4, 0:6, 6:3, 2:6, 2:6 |
| 8.  | 20. Januar 1973    | Birmingham       | Teppich (i)   | Clark Graebner   | Pat Cramer Jürgen Faßbender              | 4:6, 5:7                |
| 9.  | 28. Januar 1973    | Des Moines       | Teppich (i)   | Juan Gisbert     | Jiří Hřebec Jan Kukal                    | 6:4, 6:7, 1:6           |
| 10. | 3. März 1973       | Hampton          | Teppich (i)   | Jimmy Connors    | Clark Graebner Ilie Năstase              | 2:6, 1:6                |
| 11. | 8. April 1973      | Barcelona        | Sand          | Mike Estep       | Juan Gisbert Manuel Orantes              | 4:6, 6:7                |
| 12. | 17. Juni 1973      | Hamburg (2)      | Sand          | Manuel Orantes   | Jürgen Faßbender Hans-Jürgen Pohmann     | 6:7, 6:7, 6:7           |
| 13. | 23. Juni 1973      | Eastbourne       | Rasen         | Manuel Orantes   | Ove Nils Bengtson Jim McManus            | 4:6, 6:4, 5:7           |
| 14. | 19. August 1973    | Indianapolis     | Sand          | Manuel Orantes   | Bob Carmichael Frew McMillan             | 3:6, 4:6                |
| 15. | 2. Februar 1975    | Roanoke          | Teppich (i)   | Juan Gisbert     | Vitas Gerulaitis Sandy Mayer             | 6:7, 6:1, 3:6           |
| 16. | 23. Februar 1975   | Boca Raton       | Sand          | Jürgen Faßbender | Juan Gisbert Clark Graebner              | 2:6, 1:6                |
| 17. | 23. Februar 1977   | Springfield      | Teppich (i)   | Guillermo Vilas  | Bob Hewitt Frew McMillan                 | 6:7, 2:6                |
| 18. | 8. August 1977     | South Orange (1) | Sand          | Guillermo Vilas  | Colin Dibley Wojciech Fibak              | 1:6, 5:7                |
| 19. | 25. September 1977 | Paris            | Sand          | Ilie Năstase     | Christophe Roger-Vasselin Jacques Thamin | 2:6, 6:4, 3:6           |
| 20. | 6. August 1978     | South Orange (2) | Sand          | Guillermo Vilas  | Peter Fleming John McEnroe               | 3:6, 3:6                |
| 21. | 5. November 1978   | Paris            | Hartplatz (i) | Guillermo Vilas  | Bruce Manson Andrew Pattison             | 6:7, 2:6                |
| 22. | 7. Januar 1979     | Hobart           | Hartplatz     | Guillermo Vilas  | Phil Dent Bob Giltinan                   | 6:8                     |
| 23. | 4. Februar 1979    | Richmond         | Teppich (i)   | Guillermo Vilas  | Brian Gottfried John McEnroe             | 4:6, 3:6                |
| 24. | 15. Juli 1979      | Gstaad           | Sand          | Guillermo Vilas  | Mark Edmondson John Marks                | 6:2, 1:6, 4:6           |

## Geschäftstätigkeiten

### Sportvermarktung
In seiner Heimatstadt arbeitete Țiriac in einer Kugellagerfabrik.
1979 gründete er das Vermarktungsunternehmen TiVi, das später Büros in Amsterdam, Monte Carlo, München und New York unterhielt. Ab 1983 war er Manager mehrerer erfolgreicher Tennisspieler. Bekannt geworden ist er in Deutschland vor allem als Manager von Boris Becker, den er von 1984 bis 1993 betreute. Țiriac nahm für sich in Anspruch, das „Produkt Boris“ erfunden zu haben. Die Geschäftsbeziehung wurde bei ihrem Ende im Juli 1993 rückblickend als „die erfolgreichste, die es im deutschen Sport je gegeben hat“ eingestuft. Im Laufe der Zusammenarbeit kühlte das Verhältnis zwischen Becker und Țiriac, das der Tennisspieler einst als freundschaftlich einstufte, ab.
Țiriac führte Tennis-Veranstaltungen durch, unter anderem eine Serie von Schaukämpfen, bei denen Becker antrat, vermarktete ebenfalls Schaukämpfe mit Steffi Graf und war Berater des Deutschen Tennis-Bundes. Coach bzw. Manager war er auch von Adriano Panatta, Henri Leconte, Guillermo Vilas, Anke Huber, Mary Joe Fernández, Goran Ivanišević und Marat Safin. Țiriac war Besitzer des Masters-1000-Turniers in Madrid, das er im Dezember 2021 an das Unternehmen IMG abgab. Ihm gehört ebenfalls das ATP-Turnier in Bukarest. Von 1998 bis 2004 war er Präsident des Nationalen Olympischen Komitees von Rumänien. Țiriac vermarktete ebenfalls Veranstaltungen in anderen Sportarten, unter anderem Schwimmen (in den 1990er Jahren Vermarkter der Weltmeisterschaften) und Springreiten.

### Țiriac Holding
Er beteiligte sich an Hotel-, Golf- und Tennisanlagen. Laut der rumänischen Wirtschaftszeitschrift Capital war er 2004 mit einem geschätzten Vermögen von 600–700 Millionen US-Dollar der zweitreichste Rumäne. Seit Januar 2006 ist er laut einem Fernsehbericht der reichste Rumäne mit einem Privatvermögen von über 1 Milliarde Dollar.
Seine geschäftlichen Aktivitäten sind in der Țiriac Holding sowie in einigen Beteiligungsgesellschaften, so der Redrum International Investments B.V. in Heenvliet/Niederlande und der Vesanio Trading Ltd. in Nikosia/Republik Zypern, gebündelt. Die Țiriac Holding steigerte ihren Umsatz um 37,5 Prozent auf 2200 Mio. Euro im Jahr 2007. Geschäftsführer war Anca Ioan, im Januar 2009 wurde Petru Văduva, zuvor Manager bei JP Morgan Chase und Bear Stearns, dessen Nachfolger.

### Unicredit Țiriac Bank
1990 gründete Țiriac mit der Banca Comerciala Ion Țiriac (BCIT) eine der ersten rumänischen Privatbanken. Die BCIT hatte Ende 2004 50 Filialen mit fast tausend Mitarbeitern, über 700.000 Kunden und einer Bilanzsumme von ca. 620 Mio. Euro in Rumänien. Interessiert an der BCIT waren die BNP Paribas, Société Générale, National Bank of Greece, OTP Bank, Hypo Group Alpe Adria. Im Juni 2005 wurden 50,1 Prozent der Anteile für 248 Mio. Euro von der Bank Austria Creditanstalt (BA-CA), einer Tochtergesellschaft der Bayerischen Hypo- und Vereinsbank, übernommen. Etwa 45 Prozent der Unicredit Țiriac Bank werden von Țiriac selbst über seine Beteiligungsgesellschaften Redrum International Investments B.V. (Niederlande) und Vesanio Trading Ltd. (Republik Zypern) gehalten. Die Unicredit Țiriac Bank ist eine der größten Privatbanken in Rumänien.

### Allianz Țiriac Asigurări
Tiriac gründete 1994 die Krankenversicherung Asigurări Ion Țiriac (ASIT). Die Ion Țiriac Insurance war einer der führenden Lebens- und Sachversicherer in Rumänien. Im Jahr 2000 übernahm die Allianz Group 52,16 Prozent der Anteile; 44,48 Prozent hält Ion Țiriac über seine Vesanio Trading Ltd., eine Beteiligungsgesellschaft mit Sitz in Nikosia/Republik Zypern. Die Versicherungsgesellschaft firmiert als Allianz Țiriac Asigurări.

### Țiriac Leasing
Im November 1999 wurde zur Finanzierung von Automobilen und Nutzfahrzeugen die Molesey Leasing Group SA gegründet. Im Mai 2000 wurde sie in Țiriac Leasing SA umbenannt; es folgten mehrere Kapitalerhöhungen. Die Gesellschaft gehört zu 99,62 Prozent der Molesey Holdings Ltd, die zur Țiriac Holding gehört. Ende Dezember 2005 ergab sich ein Leasingvolumen von ca. 400 Mio. RON (ca. 93 Mio. Euro).

### Țiriac Auto
Țiriac schloss schon früh Importabkommen für Mercedes-Benz. 2002 wurde die S.C. CASA AUTO S.R.L. gegründet, die zunächst Mercedes-Benz-Automobile importierte. 2005 wurde das Angebot um Smart, Chrysler und Jeep erweitert.
Über Țiriac Auto București - Premium Auto Motors werden die Automarken Jaguar und Land Rover und über weitere Tochtergesellschaften Fahrzeuge von Hyundai, Mitsubishi Motors und Ford importiert. Darüber hinaus ist Țiriac Mehrheitsgesellschafter der Autovermietungen Hertz und Avis in Rumänien. Die Sparte Țiriac Auto erwirtschaftete 2007 einen Umsatz von über 900 Mio. Euro.

### Ion Țiriac Air
1998 gründete Țiriac seine Fluggesellschaft Țiriac Air, die Charterflüge mit Geschäftsreiseflugzeugen und Hubschraubern anbietet.

### Țiriac Travel
Țiriac Travel war ein Reiseveranstalter und Betreiber zahlreicher Reisebüros, der Mitte 2005 von Alto Tours der ING Development übernommen wurde.

### Metro Cash & Carry Rumänien
Țiriac ist mit 15 Prozent an Metro Cash & Carry Rumänien beteiligt, die 1996 ihren ersten Markt in Rumänien eröffnete. Ende 2007 wurden 24 Metro Cash & Carry-Märkte betrieben, die in jenem Jahr einen Umsatz von 1.590 Mio. Euro erzielten und Ende 2008 6.390 Beschäftigte hatten.

### Fischzucht
Țiriac betreibt darüber hinaus mit einem Partner eine Störzucht in Rumänien und stellt Kaviar her.

## Privates
Țiriac verlor seinen Vater, einen Postbeamten, im Alter von neun Jahren. Er hat drei Kinder.
Auf der Forbes-Liste wurde sein Vermögen 2023 mit 2 Milliarden US-Dollar angegeben. Damit belegt er den 1456. Platz auf der Forbes-Liste der reichsten Menschen der Welt (Stand: März 2023).
Der begeisterte Jäger war auch einige Jahre lang Mitpächter der Fürstenbergischen Jagd in Bittelbrunn. Durch öffentliche Demonstrationen von Tierrechtlern (2003–2006) gegen diese Jagd gerieten er und seine Mitpächter Klaus Mangold und Wolfgang Porsche in die Kritik. Țiriac lud daraufhin seine Freunde nach Rumänien in sein 600 Hektar großes Jagdrevier bei Balc (80 km von Oradea im Nordwesten Rumäniens) ein.
Țiriac ist Autosammler und besitzt über 350 Fahrzeuge, größtenteils Oldtimer.

## Schriften
- Ion Țiriac und Ilie Năstase: Ar fi fost prea frumos.... Editura Stadion, Bukarest 1972, OCLC 895420065, S. 263 (rumänisch).
- Ion Țiriac: Victorie cu orice preț. Editura Stadion, Bukarest 1974, OCLC 895420017, S. 151 (rumänisch).